# Cacería de Lagartos
Cacería de Lagartos est un groupe équatorien de punk rock, originaire de Quito.

## Histoire
Le groupe est formé par Hugo Ferro et Xavier Ruiz, qui se sont rencontrés à l'occasion d'un atelier de rock et de jazz. Ils se seraient rencontrés à l'occasion d'un atelier de rock et jazz organisé par le centre de diffusion culturelle de la Banque centrale de l'Équateur. Le nom aurait été pris après avoir observé dans une galerie l'image d'un montubio piégeant des lézards sur la côte équatorienne. Ils adopteront plus tard leur formation définitive avec Fabio Ferro, Álvaro Rosero, Carlos Osejo et César Samaniego, donnant leurs premières représentations à El Ejido, leurs premières représentations dans le parc El Ejido, dans le centre nord de Quito.
Après avoir sorti une cassette démo homonyme, le groupe signe en 1996 avec le label discographique équatorien MTM Discos et sort son premier album Transporte popular. En février 1999, le groupe est invité au festival Pululahua, Rock desde el Volcán. Après avoir fait ses débuts au Quito Fest en 2004, le groupe sort la même année l'album No Cover, un album composé de différentes versions de musique traditionnelle, populaire et de pop rock équatorien, rendant hommage à des groupes et interprètes équatoriens tels que TercerMundo, Cruks en Karnak, Mamá Vudú, Clip, La Pandilla et d'autres.
En 2016, Cacería de Lagartos revient sur la scène équatorienne avec un nouveau line-up, ajoutant le batteur Frank Guerrero et du bassiste Andres Nardela, et sort un nouvel album, La Vieja escuela. Pendant la pandémie de Covid-19, en janvier 2021, Cacería Lagartos, le groupe sort un nouveau morceau inédit, Bienvenidos a lo mismo, publié sur les plateformes numériques.

## Membres
- Hugo Ferro – voix
- Frank Guerrero – batterie
- Fabio Ferro – guitare
- Andrés Nardela – basse

## Discographie
- 1996 : Transporte popular
- 2000 : Canciones para adolescentes románticos
- 2003 : Tropical profano
- 2004 : No Cover
- 2017 : La vieja escuela
- 2021 : Bienvenidos a lo mismo (EP)